# Communauté d'agglomération de la Région Dieppoise
La communauté d'agglomération de la Région Dieppoise (CARD), connue également sous la dénomination de Dieppe-Maritime est une communauté d'agglomération française, située dans le département de la Seine-Maritime en région Normandie.

## Historique
Cet établissement public de coopération intercommunale (EPCI) à fiscalité propre a été créé le 31 décembre 2002, à la suite d'une réflexion engagée en 1999, mais sans expériences antérieures autres que quelques syndicats à vocation unique chargés de la gestion de quelques services publics.
En 2011, dans le cadre de la réforme de la carte intercommunale, le Préfet de la Région Haute-Normandie propose la fusion de Dieppe-Maritime avec les communautés de communes du Petit Caux et de Monts et Vallées. Cette proposition n'a pas abouti, mais, bien que le projet de schéma départemental de coopération intercommunale présenté par le préfet de Seine-Maritime le 2 octobre 2015 dans le cadre de l'approfondissement de la coopération intercommunale prévu par la Loi portant nouvelle organisation territoriale de la République (Loi NOTRe) du 7 août 2015, ne le prévoie pas, les élus de Dieppe-Maritime souhaitent une extension de la communauté d'agglomération, qui intégrerait les communautés de communes du Petit-Caux, de Monts-et-Vallées, de Saâne-et-Vienne, des Trois-Rivières et de Varenne-et-Scie. 
Celles-ci refusent cette hypothèse et préfèrent envisager d'autres fusions,.  Dieppe-Maritime reste ainsi une des plus petites communautés d'agglomération françaises par le nombre de communes associées et la population concernée, et l'intercommunalité a un territoire sensiblement plus réduit que l'aire urbaine de Dieppe. Seul le PETR  Dieppe pays normand, chargé notamment du schéma de cohérence territoriale (SCOT) rayonne sur l'ensemble de l'aire urbaine
En 2017, la chambre régionale des comptes notait « jusqu’en mai 2017, Dieppe-Maritime présentait la caractéristique de ne pas être dirigée par la majorité municipale de la commune-centre, qui représente 63 % de la population totale. L’exécutif (président et vice-présidents), était donc assumé par des élus des communes rurales et des élus dieppois n’appartenant pas à la majorité municipale ». Cette situation a changé en 2017, avec la démission du président Brument  et l'élection d'une nouvelle présidence.

## Territoire communautaire

### Géographie
La communauté d'agglomération regroupe 16 communes de l'arrondissement de Dieppe.
La chambre régionale des comptes de Haute-Normandie notait en 2008 que le périmètre de l’agglomération lui paraissait « trop étroit pour la définition d’un projet commun de développement » et notait que Dieppe-Maritime ne correspondait qu'à 69 % de la population de l'aire urbaine de Dieppe, regroupant 81 416 habitants et 76 communes. « Selon les études de l’INSEE, quatre autres communautés de communes sont comprises dans l’aire urbaine : Saâne et Vienne (31 communes), Petit Caux (18 communes) Varenne et Scie (22 communes), Monts et Vallées (16 communes) ».

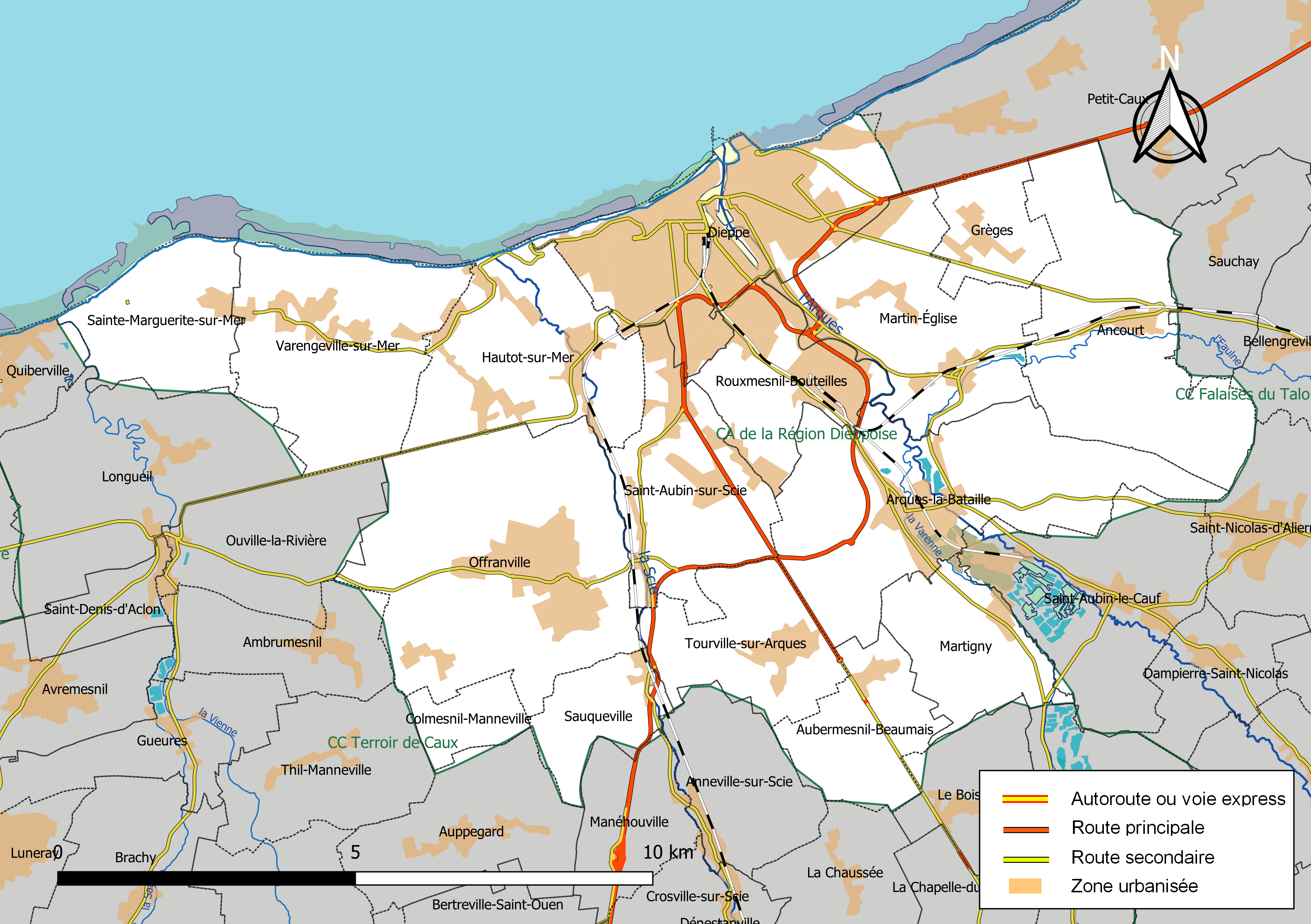
Carte de la communauté d'agglomération de la Région Dieppoise au 1er janvier 2019.

### Composition
En 2024, la communauté d'agglomération est composée des 16 communes suivantes :

| Nom                       | Code Insee | Gentilé            | Superficie (km2) | Population (dernière pop. légale) | Densité (hab./km2) |
| ------------------------- | ---------- | ------------------ | ---------------- | --------------------------------- | ------------------ |
| Dieppe (siège)            | 76217      | Dieppois           | 11,67            | 28 599 (2022)                     | 2 451              |
| Ancourt                   | 76008      | Ancourtais         | 12,44            | 627 (2022)                        | 50                 |
| Arques-la-Bataille        | 76026      | Arquais            | 14,68            | 2 433 (2022)                      | 166                |
| Aubermesnil-Beaumais      | 76030      | Aubermesnillais    | 4,88             | 524 (2022)                        | 107                |
| Colmesnil-Manneville      | 76184      | Colmesnillais      | 1,91             | 107 (2022)                        | 56                 |
| Grèges                    | 76324      | Grégeois           | 3,13             | 840 (2022)                        | 268                |
| Hautot-sur-Mer            | 76349      | Hautotais          | 9,46             | 1 879 (2022)                      | 199                |
| Martigny                  | 76413      | Martignyais        | 5,06             | 409 (2022)                        | 81                 |
| Martin-Église             | 76414      | Martinais          | 9,58             | 1 595 (2022)                      | 166                |
| Offranville               | 76482      | Offranvillais      | 17,34            | 3 218 (2022)                      | 186                |
| Rouxmesnil-Bouteilles     | 76545      | Rouxmesnilais      | 5,63             | 1 806 (2022)                      | 321                |
| Saint-Aubin-sur-Scie      | 76565      | Saint-Aubinois     | 7,74             | 1 215 (2022)                      | 157                |
| Sainte-Marguerite-sur-Mer | 76605      | Saint-Margueritais | 5,41             | 475 (2022)                        | 88                 |
| Sauqueville               | 76667      | Sauquevillais      | 3,39             | 350 (2022)                        | 103                |
| Tourville-sur-Arques      | 76707      | Tourvillais        | 5,9              | 1 190 (2022)                      | 202                |
| Varengeville-sur-Mer      | 76720      | Varengevillais     | 10,75            | 962 (2022)                        | 89                 |

### Démographie
| 1968   | 1975   | 1982   | 1990   | 1999   | 2010   | 2015   | 2021   |
| ------ | ------ | ------ | ------ | ------ | ------ | ------ | ------ |
| 51 969 | 53 292 | 51 710 | 52 917 | 52 675 | 50 222 | 47 725 | 45 996 |

## Organisation

### Siège
Le siège de l'agglomération est à Dieppe, 4 boulevard du Général de Gaulle.

### Élus
La communauté d'agglomération est administrée par son Conseil communautaire, composé, pour la mandature 2020-2026, de 46 conseillers municipaux représentant chacune des communes membres et répartis en fonction de leur population de la manière suivante :

- 23 délégués pour| Dieppe ;

-  4 délégués pour Offranville ;

-  3 délégués pour Arques-la-Bataille ;

-  2 délégués pour Hautot-sur-Mer, Martin-Église et  Rouxmesnil-Bouteilles ;

-  1 délégué ou son suppléant pour les 10 autres communes.

Au terme des élections municipales de 2020 dans la Seine-Maritime, le conseil communautaire renouvelé a réélu le 16 juillet 2020 son président, Patrick Boulier, maire de Varengeville-sur-Merr. 
Celui-ci ayant démissionné fin 2023, le conseil communautaire a élu le 18 décembre 2023 son successeur, Nicolas Langlois, maire de Dieppe. Celui-ci ayant également démissionné après les élections législatives de 2024 dans la Seine-Maritime pour laisser la place à l'ancien député Sébastien Jumel, celui-ci est élu président de Dieppe-Maritime par le conseil communautaire réuni le 2 octobre 2024, qui maintient la liste des 14 vice-présidents, qui sont, : 
1. Frédéric Canto, maire de de Saint-Aubin-sur-Scie, chargé de l'économie et de l'emploi ;
2. Frédéric Weisz, maire-adjoint de Dieppe, chargé de la transition écologique, biodiversité, gestion des déchets, GEMAPI ;
3. Jean-Jacques Brument, maire d'Hautot-Sur-Mer, chargé du déploiement de la fibre, transition numérique ;
4. Antoine Brument, maire de Martigny, chargé de l'eau, de l'assainissement et des eaux pluviales ;
5. François Lefebvre, maire-adjoint de Dieppe, chargé de l'aménagement du territoire et de l'habitat ;
6. Daniel Lefèvre, maire-adjoint de Grèges, chargé des mobilités et des transports ;
7. Imelda Vandecandelaere, maire d'Offranville, chargée de la gestion des zones d'activité économiques ;
8. Emmanuelle  Caru-Ccharreton, maire-adjointe de Dieppe, chargée du tourisme ;
9. Florent Bussy, conseiller municipal délégué de Dieppe, chargé de l'économie sociale et solidaire, de l'inclusion et de la politique de la ville ;
10. Guy Sénécal, maire-adjoint d'Arques-la-Bataille, chargé de la culture et des enseignements artistiques ;
11. Alain Maratrat, maire de Martin-Eglise, chargé des ressources humaines, de la mutualisations, des finances et de la commande publique ;
12. Christophe Louchel, maire d'Ancourt, chargé du patrimoine et des équipements communautaires ;
13. Dominique Patrix, maire-adjoint de Dieppe, chargé des affaires portuaires, maritimes et transmanche ;
14. Patrick Boulier, président démissionnaire, maire de Varengeville-sur-Mer, conseiller spécial auprès du président chargé des enjeux liés à l’EPR.

### Liste des présidents
| Période        | Période                      | Identité             | Étiquette     | Qualité |
| -------------- | ---------------------------- | -------------------- | ------------- | --- |
| 2003           | 2008                         | Jean Dasnias         | PS puis DVG   | Proviseur Maire d'Offranville (1971 → 2008) Conseiller général d'Offranville (1982 → 2008)                     |
| 2008           | 2014                         | Patrick Boulier      |               | Maire de Varengeville-sur-Mer (2008 → )                                                                        |
| avril 2014     | avril 2017,                  | Jean-Jacques Brument | Centre        | Avocat Maire de Hautot-sur-Mer (1989 → ) Démissionnaire                                                        |
| mai 2017       | décembre 2023,               | Patrick Boulier      | Centre-gauche | Maire de Varengeville-sur-Mer (2008 → ) Président du PETR Dieppe pays normand (2020 → ) Démissionnaire         |
| décembre 2023, | septembre 2024               | Nicolas Langlois     | PCF           | Contrôleur des douanes Maire de Dieppe (2017 → ) Conseiller départemental de Dieppe-2 (2021 → ) Démissionnaire |
| octobre 2024,  | En cours (au 3 octobre 2024) | Sébastien Jumel      | PCF           | Assistant parlementaire Maire de Dieppe (2008 → 2017) Député de la Seine-Maritime (2017 → 2024)                |

### Compétences
L'intercommunalité exerce les compétences qui lui ont été transférées par les communes membres, dans les conditions fixées par le code général des collectivités territoriales.
Au 28 octobre 2011, ces compétences sont les suivantes : 
- Développement économique : 
  - Création, aménagement, entretien et gestion de zones d’activité industrielle, commerciale, tertiaire, artisanale, touristique, portuaire ou aéroportuaire qui sont d’intérêt communautaire ;
  - Actions de développement économique d’intérêt communautaire.
- Aménagement de l’espace communautaire : 
  - Mise en place d’un schéma de cohérence et d’organisation territoriale ;
  - Création et réalisation de zones d’aménagement concerté d’intérêt communautaire ;
  - Organisation des transports urbains.
- Équilibre social de l’habitat : 
  - Programme local de l’habitat ;
  - Politique du logement d’intérêt communautaire ; actions et aides financières en faveur du logement social d’intérêt communautaire ; réserves foncières pour la mise en œuvre de la politique communautaire d’équilibre social  de l’habitat ; action, par des opérations d’intérêt communautaire, en faveur du logement des personnes défavorisées ; amélioration du parc immobilier bâti d’intérêt communautaire ;
  - Politique de la ville dans la communauté ;
  - Dispositifs contractuels de développement urbain, de développement local et d’insertion économique et sociale d’intérêt communautaire ; dispositifs locaux, d’intérêt communautaire, de prévention de la délinquance.
- Les compétences optionnelles ou facultatives sont :
  - Assainissement ;
  - Eau ;
  - Construction, aménagement, entretien et gestion d’équipements culturels et sportifs d’intérêt communautaire ;
  - Élaboration et mise en œuvre d’une politique de valorisation des atouts touristiques de la région dieppoise ;
  - Actions et aides financières en faveur d’opérations  culturelles, sportives et éducatives d’intérêt communautaire ;
  - Création ou aménagement et entretien de voies, routes, pistes et liaisons routières, cyclables et pédestres qui sont d’intérêt communautaire ;
  - Actions en faveur de l’amélioration de la desserte et des voies de communication (voies ferrées, liaisons maritimes ou aériennes) ;
  - Protection des zones sensibles d’intérêt écologique et lutte contre les nuisances sonores ;
  - Actions en faveur de la formation (IUT...) ;
  - Aménagement et entretien d’une aire d’accueil pour les gens du voyage ;
  - Participation au financement des services d'incendie et de secours ;
  - Collecte et traitement des déchets ménagers et assimilés[28].

S'y ajoute fin 2023 la compétence Réseaux de chaleur et de froid urbain.

### Régime fiscal et budget
La communauté d'agglomération est un établissement public de coopération intercommunale à fiscalité propre.
Afin de financer l'exercice de ses compétences, l'intercommunalité perçoit, comme toutes les communautés d'agglomération, la fiscalité professionnelle unique (FPU) – qui a succédé à la taxe professionnelle unique (TPU) – et assure une péréquation de ressources.
Elle collecte également la taxe d'enlèvement des ordures ménagères, qui assure le financement de ce service public.
Elle ne verse pas de dotation de solidarité communautaire (DSC) à ses communes membres.
L'intercommunalité perçoit en 2024 une dotation globale de fonctionnement de l’État qui s'élève à 3.841.609 €, soit 77,40 €/habitant.

### Effectifs
Afin d'assurer la mise en œuvre de ses compétences, l'intercolmmunalité emploie plus de 150 agents.

## Projets et réalisations
Conformément aux dispositions légales, une communauté d'agglomération a pour objet d'associer « au sein d'un espace de solidarité, en vue d'élaborer et conduire ensemble un projet commun de développement urbain et d'aménagement de leur territoire ».